# Buxton (Dacota do Norte)
Buxton é uma cidade localizada no estado norte-americano de Dacota do Norte, no Condado de Traill.

## Demografia
Segundo o censo norte-americano de 2000, a sua população era de 350 habitantes. 
Em 2006, foi estimada uma população de 338, um decréscimo de 12 (-3.4%).

## Geografia
De acordo com o United States Census Bureau tem uma área de 
0,5 km², dos quais 0,5 km² cobertos por terra e 0,0 km² cobertos por água.

## Localidades na vizinhança
O diagrama seguinte representa as localidades num raio de 24 km ao redor de Buxton. 